# Impfondo
Impfondo er en by i den nordøstlige del af Republikken Congo, med et indbyggertal på cirka 20.000. Byen ligger på breden af Ubangi-floden, der danner grænse til nabolandet Demokratiske Republik Congo.
1. ↑  ins-congo.cg (fra Wikidata).